# Těšetice (Bochov)
Těšetice (německy Teschetitz) jsou malá vesnice, část města Bochov v okrese Karlovy Vary v Karlovarském kraji. Nachází se asi 3,5 kilometru východně od Bochova. Těšetice leží v katastrálním území Těšetice u Bochova, v němž se nachází také samota Nový Dvůr. Okolo vesnice vede železniční trať Protivec–Bochov, na které zde byla zastávka. Východně od vsi teče Ratibořský potok.

## Název
Název vesnice je odvozen z osobního jména Těšata ve významu ves lidí Těšatových. V historických pramenech se jméno vsi objevuje ve tvarech: „in villa Tyessyetyczich“ (1389), Tyesseticz (1409), Tescheticz (1437), Thesseticz (1437) a Tesseticze (1563).

## Historie
První písemná zmínka o vesnici pochází z roku 1389.

## Přírodní poměry
Těšetice se nachází v katastrálním území Těšetice u Bochova s rozlohou 6,03 km². Vesnice stojí v nadmořské výšce okolo 655 metrů na jižním okraji Doupovských hor, které dále směrem na jih přechází do Tepelské vrchoviny.
Jižně od vesnice se nachází opuštěný stěnový lom, ve kterém se těžil terciérní tefrit používaný na výrobu drceného kameniva. Na výchozech horniny je patrná sloupcová odlučnost narušená příčným rozpukáním, což vede k lístkovitému rozpadu horniny.

## Obyvatelstvo
Při sčítání lidu v roce 1921 zde žilo 299 obyvatel (z toho 136 mužů) německé národnosti a římskokatolického vyznání. Podle sčítání lidu z roku 1930 měla vesnice 324 obyvatel: tři Čechoslováky a 321 Němců. Většina byla římskými katolíky, ale po jednom zástupci měli evangelíci, židé a lidé bez vyznání.
|           | 1869 | 1880 | 1890 | 1900 | 1910 | 1921 | 1930 | 1950 | 1961 | 1970 | 1980 | 1991 | 2001 | 2011 | 2021 |
| --------- | ---- | ---- | ---- | ---- | ---- | ---- | ---- | ---- | ---- | ---- | ---- | ---- | ---- | ---- | ---- |
| Obyvatelé | 316  | 342  | 318  | 309  | 308  | 299  | 324  | 141  | 114  | 70   | 59   | 47   | 45   | 36   | 46   |
| Domy      | 53   | 59   | 59   | 57   | 56   | 56   | 59   | 27   | 27   | 21   | 23   | 24   | 25   | 26   | 28   |

## Obecní správa
Při sčítání lidu v letech 1869–1930 Těšetice bývaly obcí v okrese Žlutice a roku 1950 v okrese Toužim. Od roku 1961 jsou částí obce Bochova.

## Pamětihodnosti
- Sýpka u čp. 14
- Usedlost čp. 47
- Přírodní památka Toto-Karo